# Кеншиця-Лесьна
Кеншиця-Лесьна (пол. Kęszyca Leśna, нім. Kainscht) — село в Польщі, у гміні М'єндзижеч Мендзижецького повіту Любуського воєводства.
Населення — 639 осіб (2011).
У 1975-1998 роках село належало до Гожовського воєводства.

## Демографія
Демографічна структура станом на 31 березня 2011 року:
|          | Загалом | Допрацездатний вік | Працездатний вік | Постпрацездатний вік |
| -------- | ------- | ------------------ | ---------------- | -------------------- |
| Чоловіки | 337     | 89                 | 225              | 23                   |
| Жінки    | 302     | 66                 | 193              | 43                   |
| Разом    | 639     | 155                | 418              | 66                   |